# Vetkopers e Schieringers
Os Vetkopers e Schieringers foram duas facções opostas na política frísia do período medieval. Responsáveis por uma guerra civil sangrenta que durou mais de um século (1350 – 1498) e acabou levando ao fim da chamada liberdade frísia.
Esses partidos chegaram ao poder devido à queda na economia que teve início na Frísia em meados do século XIV. Acompanhado de um declínio nos monastérios e outras instituições comunais, a discórdia social levou ao surgimento de nobres sem título chamados hoofdelingen (do neerlandês que significa "pessoas importantes"), ricos donos de terras que possuíam grandes propriedades e casas fortificadas. Os hoofdelingen adquiriram sua nobreza não por terem terras ou títulos conferidos pelo rei ou imperador, mas após a queda dos condes neerlandeses, que perderam seu poder antes deles.
Os hoofdelingen assumiram o papel judiciário e ofereceram proteção aos habitantes locais. Lutas internas entre líderes regionais resultaram em grandes conflitos e no alinhamento de regiões entre dois partidos opostos: os Schieringers e os Vetkopers.
O escritor frísio Worp van Thabor atribuiu a causa a uma disputa entre os irmãos das ordens de Cister e Premonstratense (ou norbertina).

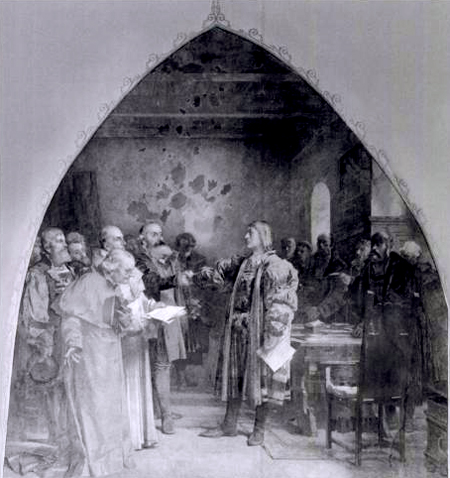
Schieringers em Medemblik, pedindo proteção a a Alberto, duque de Saxe, em março de 1498, de Julius Scholz (1825-1893), exposto no museu Albrechtsburg Meissen, na Alemanha.

Contemporâneo a esses acontecimentos, o combatente da liberdade frísios Jancko Douwama (1482 - 1533) escreveu em seu livro de memórias, intitulado Boeck der Partijen ("Livro dos Partidos") sobre as origens da discórdia entre os partidos beligerantes e deu sua definição sobre os termos Schieringer e Vetkoper. De acordo com Jancko, os Vetkopers ("compradores gordos") eram assim chamados porque tinham muitas posses e podiam comprar produtos caros. Os pobres adotaram o nome Schieringers ("oradores"), porque tentavam discutir antes de apelar à violência.
Na segunda metade do século XV, a cidade Vetkoper de Groninga, que havia se tornado a força dominante na Frísia, tentou interferir nos negócios da Média Frísia. Essa intromissão encontrou forte oposição em Westergo, dominada pelos Schieringers, e terminou em clamor por ajuda estrangeira.
Em 21 de março de 1498, um pequeno grupo de Schieringers de Westergo encontrou-se secretamente com o general-stadthouder dos Países Baixos Alberto, duque de Saxe, em Medemblik, pedindo sua ajuda. Alberto, que havia obtido reputação como um comandante militar formidável, aceitou a proposta e logo conquistou toda a Frísia. O imperador Maximiliano I de Habsburgo designou Alberto como Podestà hereditário e governador da Frísia em 1499.
Em pouco tempo, a ocupação do duque e suas tropas de Lansquenês tornou-se inaceitável para muitos frísios das duas facções e, com o apoio do Duque de Gueldres, eles tentaram, sem sucesso, reobter sua antiga liberdade e pôr um fim no controle da Frísia.
A dominação saxã acabou com a independência municipal frísia. Apesar de ainda ser falada à época, a língua frísia não tinha qualquer aceitação oficial. A Frísia desapareceria dos documentos oficiais; o último registro escrito nessa língua foi em 1573. A Frísia foi substituída pelos Países Baixos e não retornaria até cerca de 1800.